# Sportvissen

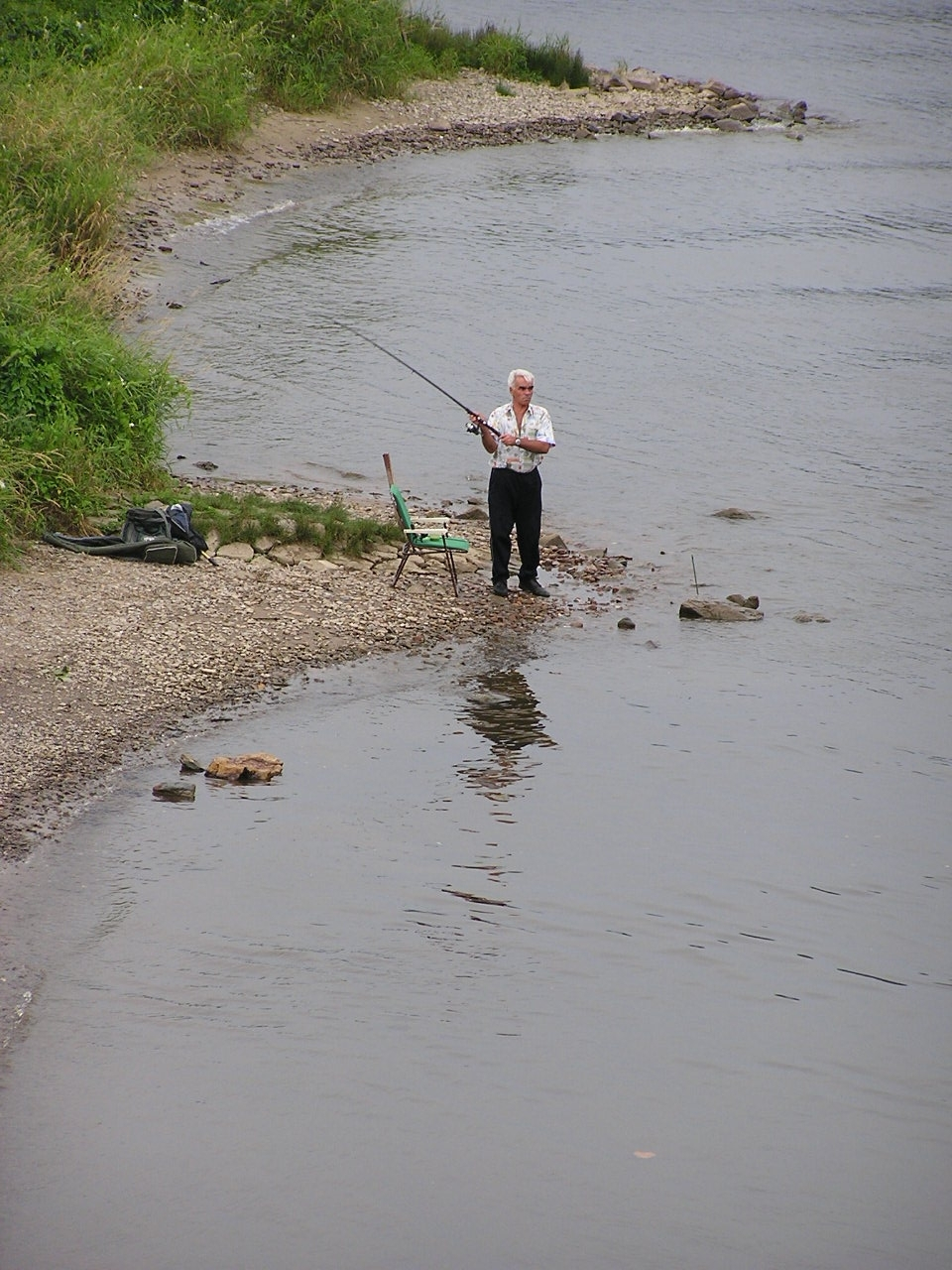
Een sportvisser bij een rivier

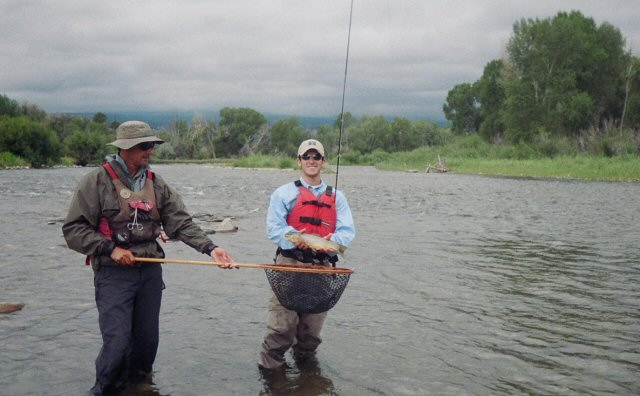
Sportvissers in Colorado

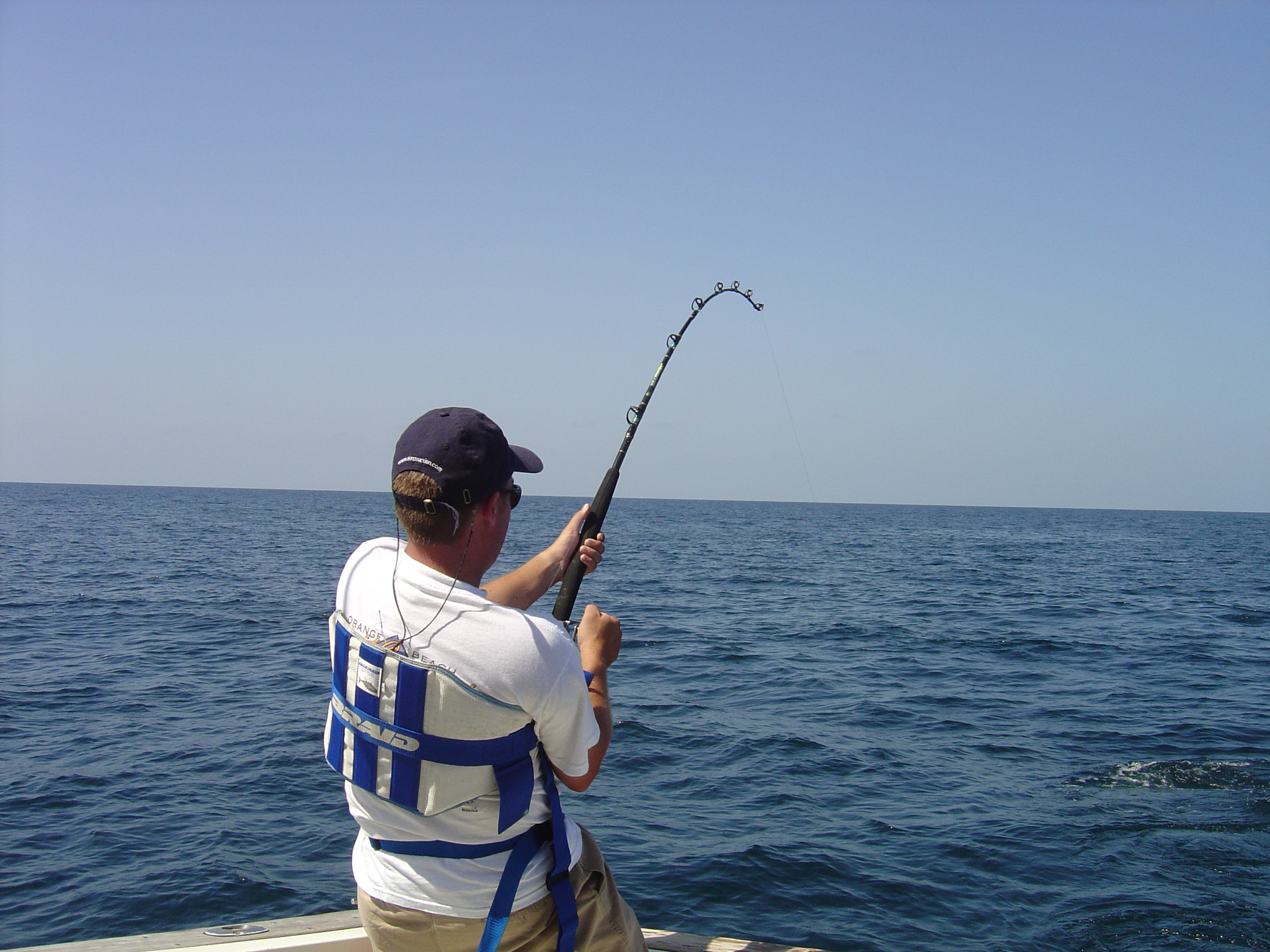
Zeevissen

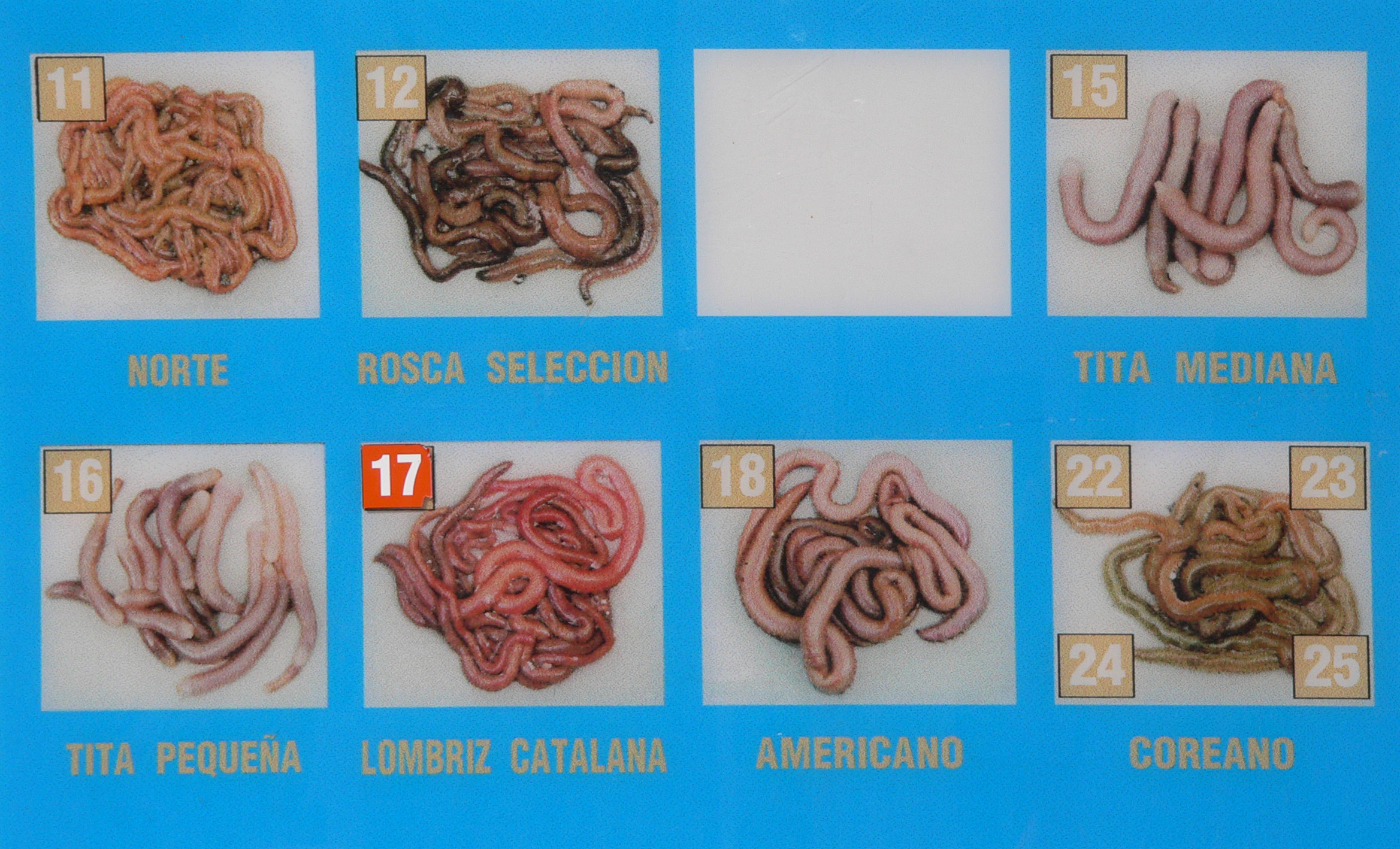
Aasautomaat

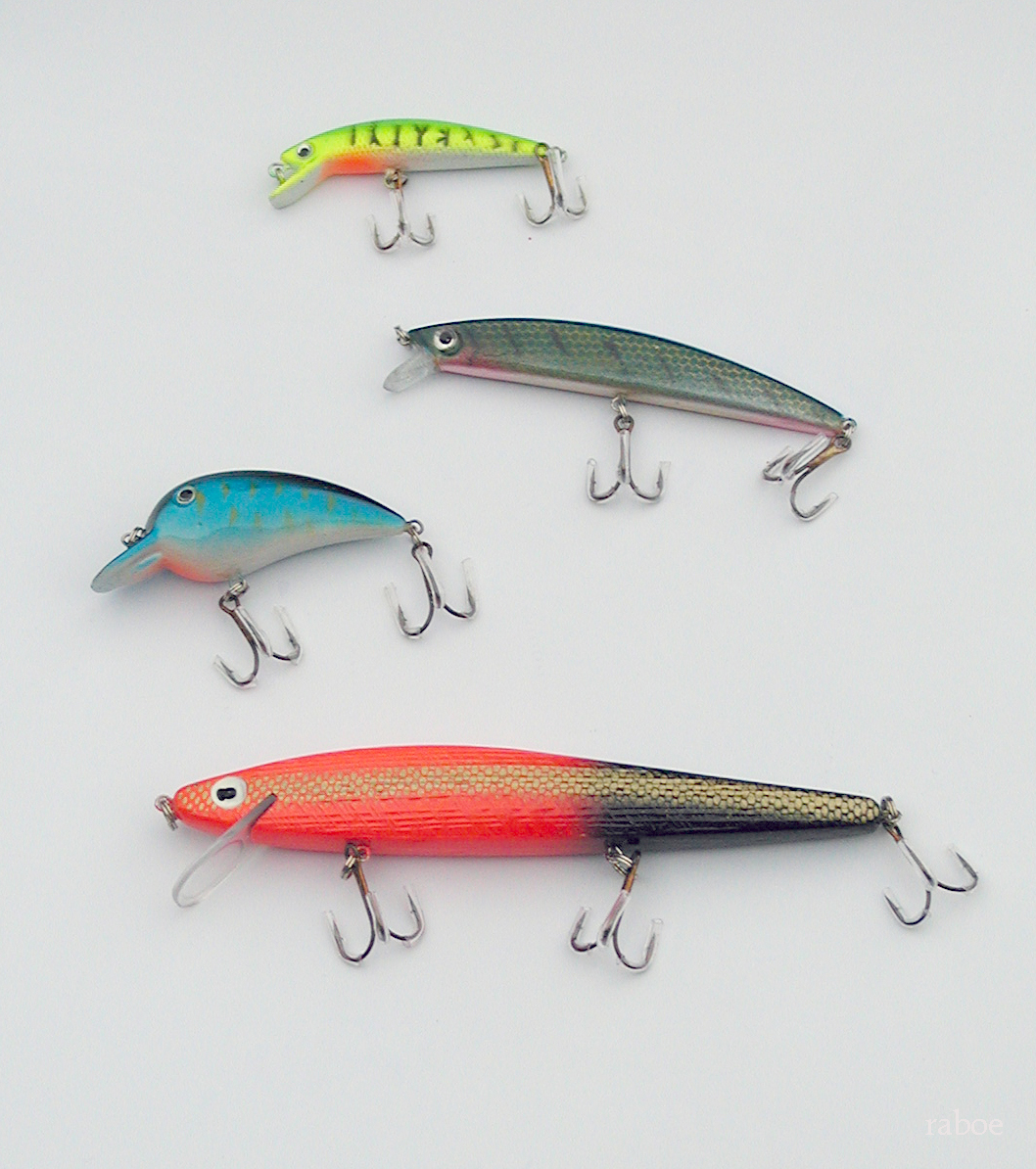
Pluggen

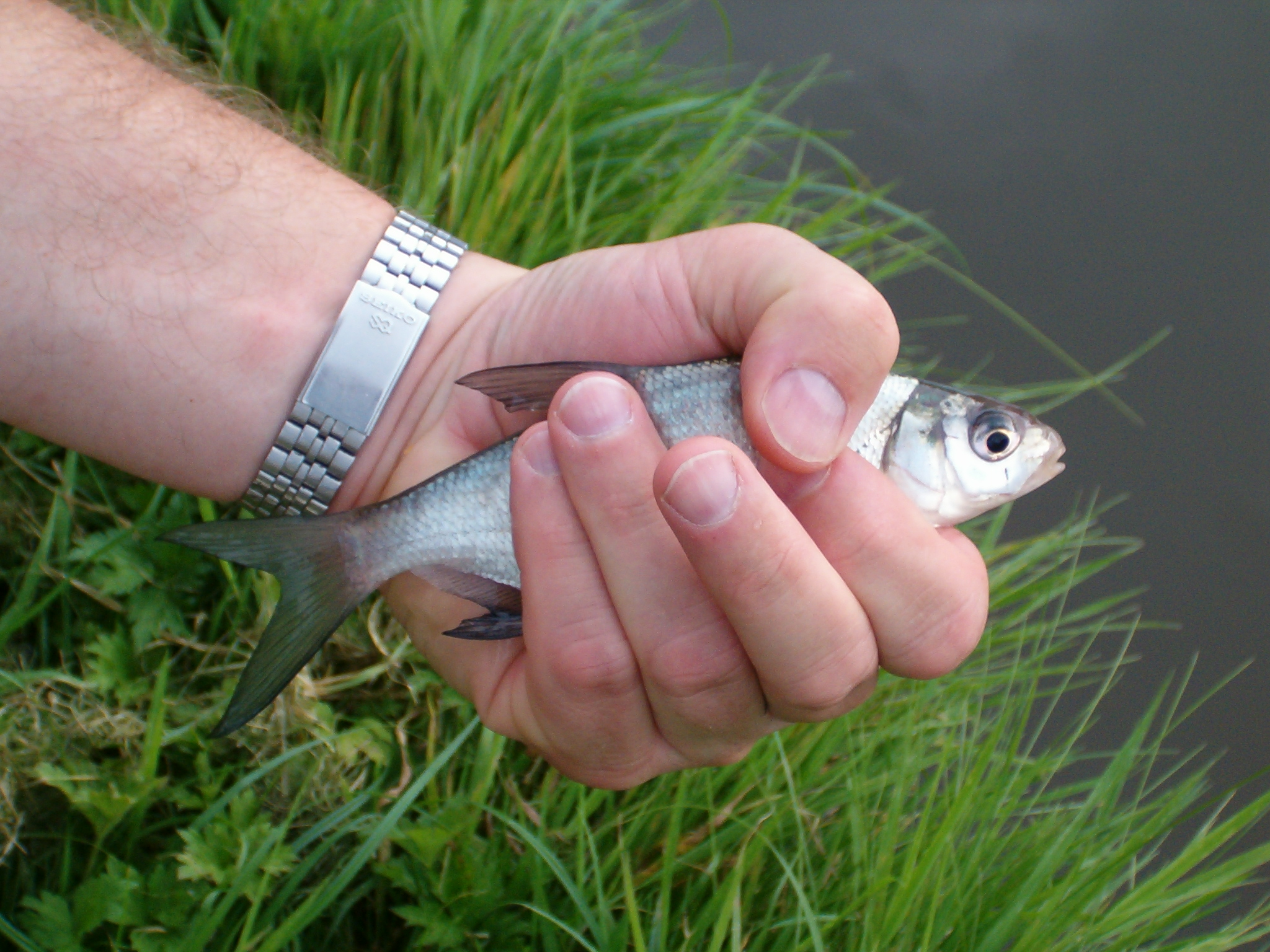
Een jonge brasem

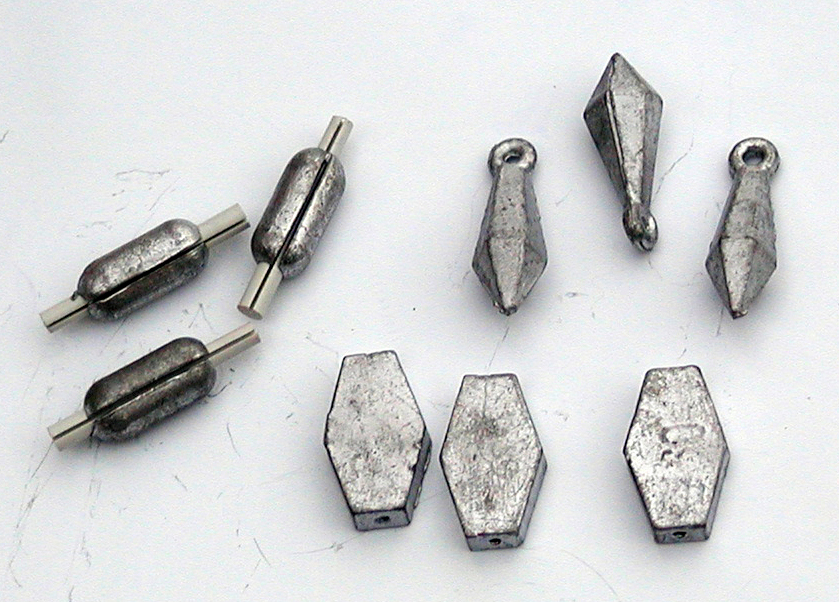
Lood

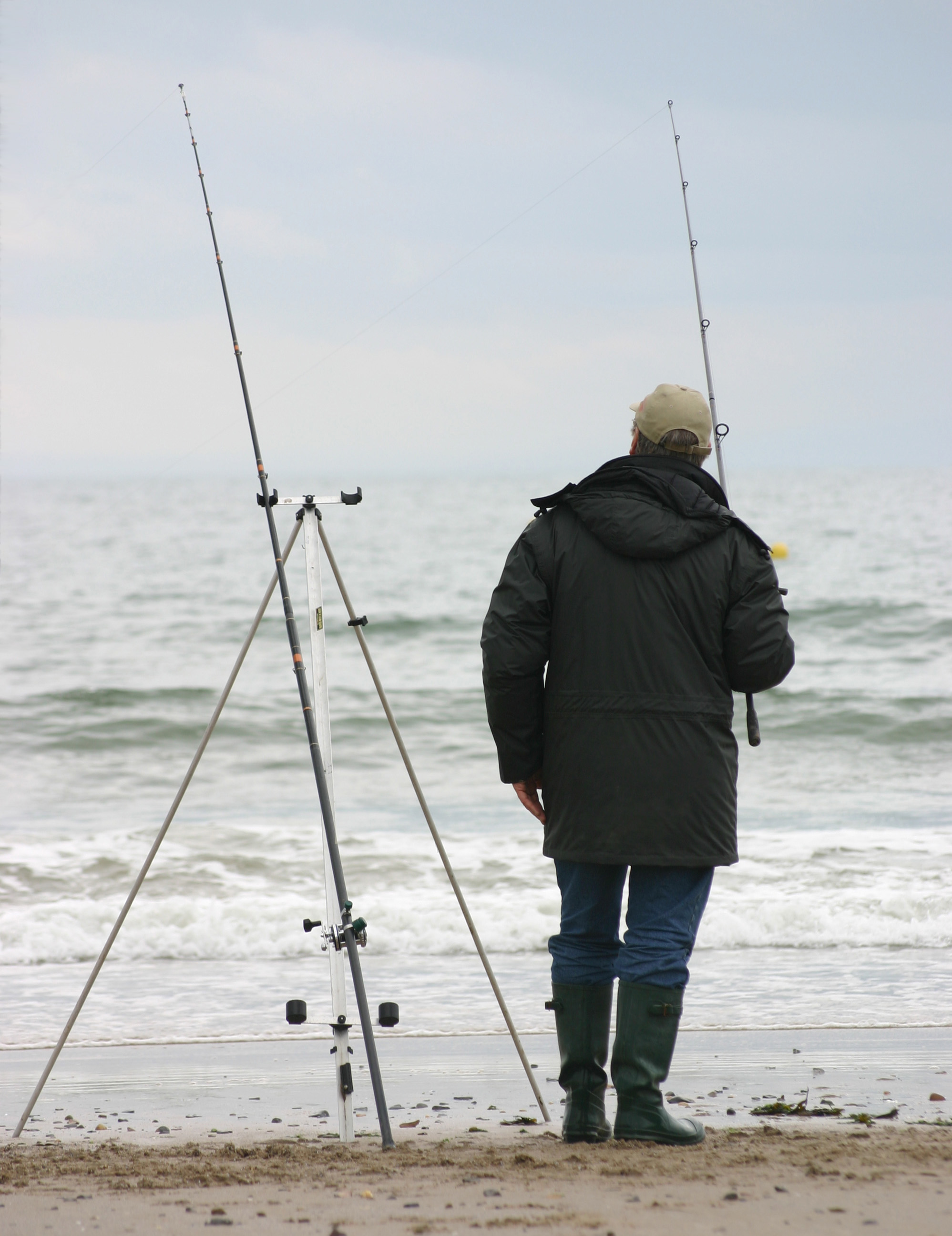
Sportvisser bij zee

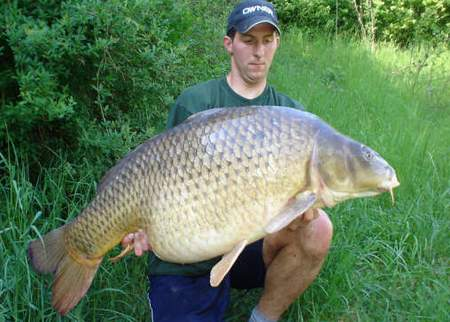
Visser met zeer grote schubkarper

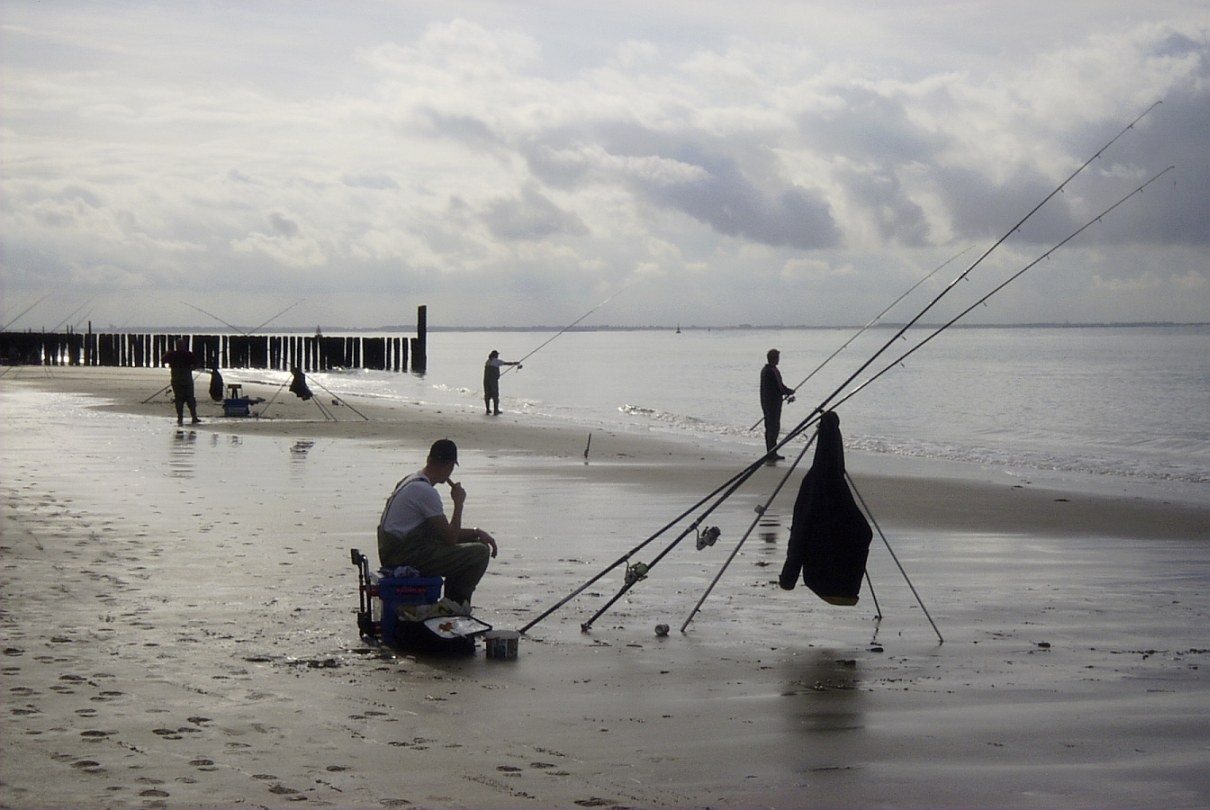
Vissers in Zoutelande

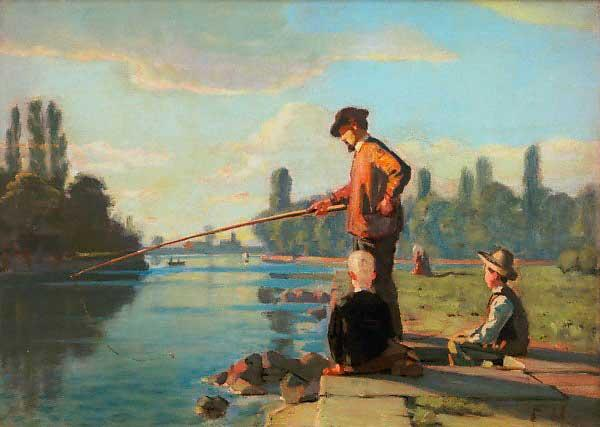
Sportvisser door Ferdinand Hodler (1879)

Sportvissen is het vangen van vissen zonder commercieel oogmerk. Het wordt individueel of in groeps(wedstrijd)verband beoefend. In veel landen zijn sportvissers georganiseerd in speciale organisaties die tevens wedstrijden organiseren. Internationaal en nationaal zijn regels opgesteld voor de sportvisserij. Er is discussie over de wenselijkheid van deze vorm van visserij vanwege het dierenleed dat ermee gepaard gaat.

## Benodigdheden
Wie met succes wil sportvissen, moet het juiste materiaal gebruiken: aas of voer en hengel met toebehoren. Daarnaast wordt vaak gebruik gemaakt van netten, voor vangst en bewaring.

### Voer
Een goede keuze voor voer en locatie is essentiel om de gewenste soort vis te kunnen vangen.

#### Aas
Aas is een stuk voeding voor de te vangen vis, soms vervangen door kunstaas: iets dat er voor de te vangen vis eetbaar uitziet of aantrekkelijk is.
Lokaas of lokvoer wordt gebruikt om de vis in de buurt van het haakaas te krijgen en te houden. Meestal bestaat het uit paneermeel met allerlei speciale toevoegingen. Daarnaast zijn er bijvoorbeeld boilies, gekookte gekleurde deegballetjes, speciaal bedoeld voor karpers.
Er wordt ook gevist met levend aas. Het gebruik van levende gewervelde dieren om bijvoorbeeld roofvis te vangen, is verboden in Nederland en Duitsland. In België mag dit wel als het aasvisje aan bepaalde voorwaarden voldoet. Wel overal zijn als aas toegestaan wormen, maden of kreeftjes.
Voor vissen op roofvis bestaat speciaal kunstaas in verschillende vormen en gemaakt van uiteenlopend materiaal, zoals plug, shad, twister, pilker, blinker, lepel en spinner.

#### Voerboot
Een voerboot is een radiografisch bestuurbaar boot welke als doel dient aas en lokvoer op een specifieke plek te plaatsen. Zo'n voerboot neemt het aas en/of lokvoer en de lijn van de visser mee naar diens gewenste plek op het water. Daar wordt het aas en/of lokvoer - al dan niet gedoseerd - gedropt. De aansturing van voerboten gaat met behulp van een zender en heeft vaak wel een bereik tot ca. 500 meter. Veel voerboten zijn voorzien van een dieptemeter, waarmee het bodemverloop van het water in kaart wordt gebracht en vaak kan de visser op het scherm ook zien waar de vissen zich bevinden.

### Hengel en toebehoren

#### Vaste hengel
De vaste hengel bestaat uit een lange stok met flexibel uiteinde waaraan een vislijn wordt vastgemaakt. De meeste "vaste" hengels bestaan tegenwoordig uit meerdere delen die in elkaar geschoven kunnen worden. Deze delen lopen van een dik achterdeel (waar de hengel wordt vastgehouden) middels steeds dunner wordende tussendelen tot aan de flexibele zeer dunne top. In Europa worden nu bijna alle hengels van zeer lichte en sterke kunststoffen gemaakt. Vaste hengels zijn daardoor verkrijgbaar in lengtes tot 20 meter.
In de wedstrijdvisserij zijn vaste hengels nog steeds het belangrijkst, vanwege de grote controle die op de aasaanbieding kan worden uitgeoefend. Om lijnbreuk te voorkomen wordt ook vaak een stuk elastiek in de topdelen ingebracht, zodat de lijn niet kan breken door plotselinge rukken van de vis.

#### Vislijn
Aan de hengel is een vislijn bevestigd, vaak van nylon. Een nylondraad is in het water slecht zichtbaar en kan een grote kracht weerstaan.

Er zijn tegenwoordig veel alternatieven voor nylon, zoals gevlochten dyneema, dat over het algemeen ondoorzichtig is maar zeker 8 maal zo sterk. Deze lijn vertoont ook nauwelijks rek.
Een ander alternatief voor nylon is fluorocarbon met een lagere brekingsindex en een hogere dichtheid. In het water is deze lijn veel minder goed zichtbaar en ze zinkt sneller. De trekkracht is vergelijkbaar met nylon. Fluorocarbon is ook harder, waardoor er minder last is van slijtage of beschadigingen.
Ook zijn onderlijnen van staal of titanium vaak noodzakelijk om de lijn tegen scherpe tanden van bv. snoek, haai of barracuda te beschermen.
Er zijn ook vliegvissenvliegenlijnen die alleen dienen om het aas met het daaraan verbonden stuk vislijn (de leader) te werpen.
De keuze voor een bepaalde dikte vislijn is belangrijk. In principe vangen dunne lijnen meer vis, omdat ze minder opvallen en minder weerstand veroorzaken. Aan zo'n dunne lijn moet ook een klein en dun haakje worden gebruikt in combinatie met een zo licht mogelijke dobber. Naarmate de te vangen vis groter wordt, worden haak, aasgrootte en lijndikte aangepast.

#### Dobber
Aan de lijn kan een dobber gemonteerd worden. Een dobber bestaat uit een drijflichaam van kurk, balsa of lichte kunststof en een boven- en onderantenne van kunststof, hout of staal. Met de dobber kan de sportvisser zien of er een vis in het aas bijt. Als de dobber ondergaat of wegdrijft betekent dat de vis het aas heeft opgegeten en nu aan de haak kan hangen, als de visser met een snelle gecontroleerde beweging van de hengel de haak zet ('aanslaan').
De dobber wordt ook gebruikt om het aas op een bepaalde diepte aan te bieden. Om weinig weerstand te veroorzaken moet de dobber worden 'uitgelood' (in evenwicht gebracht door kleine loodkorrels aan de lijn eronder te bevestigen) totdat alleen een stukje van de antenne nog zichtbaar is. Er zijn allerlei verdelingen van het lood mogelijk, maar belangrijk is het dat het lood niet al te dicht bij het aas zit, zodat het aas zich zo natuurlijk mogelijk gedraagt. De dobber kan ook goed gebruikt worden om de waterdiepte te bepalen, daarvoor zijn speciale peilloodjes die aan de haak bevestigd worden en weer makkelijk kunnen worden verwijderd.
Dobbers zijn verkrijgbaar in meerdere gewichten, gaande van 0,1 gram tot 8 à 10 gram. Er wordt altijd geprobeerd om zo licht mogelijk te vissen, met een zo licht mogelijke dobber en zo weinig mogelijk lood op de lijn, zodat de vis een minimum aan weerstand ondervindt wanneer hij het aas opneemt.

#### Vishaak
Aan het uiteinde van de vislijn bevindt zich een metalen haak. Aan deze haak wordt het aas bevestigd. Als de vis het aas in de bek heeft, kan de haak worden 'gezet'. De moderne vishaken zijn van zeer hoogwaardig staal gemaakt en worden chemisch geslepen door een druppeltje zuur dat aan de punt van de haak hangt.
In veel wateren wordt het gebruik van weerhaakloze haken verplicht gesteld, omdat bij het verwijderen van de haak de grootste beschadiging aan de vis wordt toegebracht, als deze haak een weerhaak heeft.

#### Lood
Lood wordt gebruikt voor verzwaring van de vislijn om het aas op de juiste plek in het water te brengen zodat het niet verschuift. Het lood vergemakkelijkt tevens het ingooien aangezien het de lijn verzwaart zodat verder kan worden gegooid. Er zijn twee soorten lood,
1. Bulklood - grotere stukken lood die bedoeld zijn als werpgewicht.
2. Loodhagel - dit lood heeft vaak de vorm van een ingesneden balletje en wordt gebruikt om de dobber uit te loden.

De hoeveelheid lood wordt aangepast aan de zwaarte van de dobber. Als er op half water (aas niet op de bodem) wordt gevist moet er zoveel lood aan de dobber worden gehangen dat de dobber net niet zinkt en de antenne nog enigszins zichtbaar blijft. Bij te weinig lood zal de vis niet met het aas wegzwemmen, maar door de gevoelde weerstand van de dobber het aas weer uitspuwen.
Lood wordt ook veel gebruikt voor het vissen zonder dobber. Voorbeelden zijn de zeevisserij, de feedervisserij en de karpervisserij. Het aas wordt dan altijd op de grond aangeboden en de beet kan waargenomen worden door het buigen van de hengeltop of door een elektronische beetverklikker. De loodgewichten die bij deze visserij gebruikt worden variëren van 30 tot 150 g. Met deze werpgewichten kan op een flinke afstand van de oever gevist worden (50 tot 150 m).
Lood is een zwaar metaal. Het gebruik van lood wordt ontmoedigd omdat het op de bodem zal achterblijven als de vislijn breekt. Vervolgens kan het door eenden en andere watervogels worden opgegeten waardoor deze een loodvergiftiging kunnen oplopen.

#### Onthaakmat
De onthaakmat wordt gebruikt bij de visserij op grote vissen en is op sommige betaalwateren zelfs verplicht. De mat is gevuld met zacht materiaal en de buitenkant is van een gladde kunststof. Op de vochtig gemaakte onthaakmat raakt de vis niet beschadigd en blijft de slijmhuid intact, zodat de vis weer in goede conditie teruggezet kan worden. Een onthaakmat wordt meestal gebruikt bij het karpervissen.

#### Werphengel
Een werphengel is voorzien van een werpmolen, voorzien van geleide-ogen. Hij dient ervoor om de werpbeweging van de visser te vergroten, waardoor het aas met grote snelheid wordt getransporteerd. De actie van een werphengel bestaat uit een hefboomeffect (directe overbrenging van de beweging) en een pijl-en-boogeffect: Opslag van energie in de hengel, die later wordt vrijgemaakt en naar de top getransporteerd. Het tweede effect is over het algemeen het meest gewenst en effectief. Het gewicht van het te werpen aas moet ongeveer corresponderen met het werpvermogen van de hengel voor een optimaal resultaat.

Een tweede functie van een werphengel is het dempen van de krachten op de lijn die door plotselinge rukken van de vis veroorzaakt worden. De demping van de hengel moet dus corresponderen met de trekkracht van de lijn.
Enkele verschillende werphengels zijn:
- De spinhengel - voor het vissen met kunstaas. Het kunstaas wordt langzaam met behulp van de werpmolen weer ingehaald. De hengel wordt in een rechte hoek met lijn gehouden om de aanbeten van de vis goed te kunnen voelen. Spinhengels zijn daarom vrij kort en stijf.
- De vlokhengel - voor het vissen op voornamelijk voorn met zacht aas en een dobber.
- De brasemhengel - voor het bodemvissen met de dobber, zoals de naam het zegt, voornamelijk op brasem.
- De matchhengel - verzamelnaam voor werphengels zoals die in Engeland werden ontwikkeld. Er zijn dobber-matchhengels en ledger-matchhengels met verscheidene systemen voor de beetregistratie. Matchhengels zijn meer gericht op een bepaald type water dan op een bepaalde vissoort.
- De dobberhengel - verzamelnaam voor hengels die bedoeld zijn om met een dobber of pen te gebruiken.
- De ledgerhengel - verzamelnaam voor hengels die werken met een schuifloodsysteem waarbij de beet wordt geregistreerd op, of nabij de hengel zelf. Hiertoe behoren bijvoorbeeld de feederhengel, en de karper-ledgerhengel.
- De strandhengel - Een zeer grove en lange ledgerhengel bedoeld voor grote gewichten, flinke lijndikten en verre worpen om geulen die wat verder van het strand of de dijk liggen te bereiken.
- De boothengel - Een meestal eendelige korte hengel die wordt gebruikt boven wrakken. Er wordt niet mee geworpen. Hij is bedoeld om flinke krachten op grote vissen bij scheepswrakken uit te kunnen oefenen, zodat ze niet meer in het wrak kunnen vluchten.

De vlieghengel werpt heel anders dan een werphengel en wordt gebruikt bij het vliegvissen.
Een vrij nieuwe techniek die pas in de jaren 80 van de vorige eeuw is overgewaaid uit Engeland is deFeeder-werphengel of Winckle-picker.
Het principe: aan de vislijn wordt een voerkorf gemonteerd en een onderlijn met haakje. De beet registratie gaat door middel van speciale toppen op de werphengel die verschillende gewichten en dikten kunnen hebben. Hierdoor kunnen voerkorven van verschillende gewichten geworpen worden. Bij het inwerpen van de voerkorf op een bepaalde afstand moet de vislijn via een clip op de molen vastgezet worden, zo is het mogelijk steeds weer op dezelfde plaats te werpen en daar een voerplek op afstand op te bouwen. Om op grote afstanden nog een goede registratie op de top te hebben wordt er vaak met gevlochten lijnen van dyneema gevist. Deze lijnen zijn dunner bij gelijke treksterkte en hebben weinig rek (3,5% versus nylon 10-15%) waardoor bewegingen aan de aaszijde directer worden over overgebracht naar de hengeltop.
Ook nylon lijn is goed te gebruiken, deze moet dan al gauw 16/00 dik zijn of nog dikker, dit in tegenstelling tot een dyneemalijn, deze zijn al te gebruiken vanaf 04/00 diameter.
De feeder wordt tegenwoordig ook in een zwaardere versie op de dijk- en strandvisserij ingezet; met werpgewichten tot 200 gram zijn dit volwaardige zeehengels gebleken.

#### Werpmolen

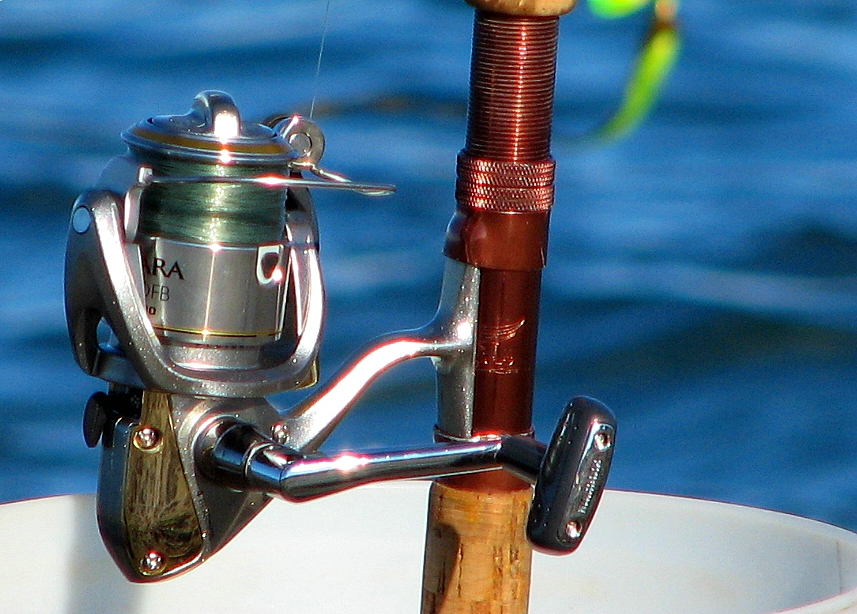
Werpmolen

1: beugel 2: bevestigingsplaats op de werphengel 3: molenvoet 4: hendeltje 5: molensteun 6: anti retour 7: spoelhuis 8: visdraad 9: slipmoer

De werpmolen bestaat over het algemeen uit een hendeltje met handgreep, een molenhuis met voet, een opwindmechanisme met verstelbare beugel en een spoel die loodrecht op de richting van de hengel staat, voorzien van een verdraaibare slipmoer.
Het molenhuis bevat de tandwielen en assen voor het overbrengen van de draaibeweging van het hendeltje naar het opspoelmechanisme. De beugel van het opspoelmechanisme kan in twee standen staan, een vrijgiftestand waarbij de lijn van de spoel af kan springen zonder dat de spoel draait en een stand waarbij de beugel dicht staat en opgewonden kan worden, of afgegeven door de draaiing van de spoel, waarbij de weerstand door de slipmoer geregeld wordt. Dit gebeurt bij het 'drillen' van sterke vissen die zo tientallen meters lijn met kracht van de spoel kunnen trekken zonder dat ze breekt. Het is erg onverstandig om op dat moment in te draaien, omdat dat de werking van de slip verstoort en de lijn doet kinken.
 Bij het inwerpen wordt de lijn met de vinger opgepikt en de beugel in de vrijgiftestand gezet. Daarna wordt de werpbeweging ingezet, waarbij de lijn op het juiste moment van de vinger af moet springen. Daarna wordt vrijwel weerstandsloos de lijn van de stilstaande spoel afgetrokken. Aan het eind van de worp kan de lijn nog iets afgeremd worden door de vinger vlak langs de spoel te houden, hierdoor wordt niet meer lijn afgegeven dan nodig is, wat vooral bij de kunstaasvisserij handig is.

#### Verklikker
De verklikker of waker ligt niet zoals een dobber in het water, maar wordt hij de werphengel aan de visdraad tussen de ogen bevestigd en een stukje naar beneden getrokken. Als de verklikker omhoog gaat of naar beneden zakt doordat de vis met het aas beweegt wordt de beet waargenomen.
Er zijn ook elektronische beetverklikkers in de vorm van een hengelsteun, de hengel wordt op deze steun geplaatst en de lijn loopt dan over een wieltje dat meedraait met de weggetrokken lijn. Zo kan het wegzwemmen van de vis geregistreerd worden. Deze beetverklikker wordt meestal gecombineerd met een gewichtje dat aan de lijn hangt zodat ook een naar de hengel toezwemmende vis kan worden waargenomen. Dit gewichtje is meestal uitgevoerd als een beweegbaar staafje dat aan de hengelsteun wordt gemonteerd, de zogenaamde swinger. Door het draaien van het wieltje wordt de elektronica geactiveerd en gaat er enige tijd een led branden en begint het apparaat te piepen. Elektronische beetverklikkers worden vaak gebruikt bij nachtvisserij waarbij men weinig kan zien en bij de karpervisserij waar men vaak lang moet wachten op een aanbeet en er gebruikgemaakt wordt van een zelfhaaksysteem.

### Netten

#### Leefnet
Een leefnet is een langwerpig fijnmazig net met als doel de gevangen vis een poosje te bewaren, rond of vierkant van vorm met een gesloten bodem en een vernauwing aan de bovenzijde. De gevangen vis kan via die vernauwing in het leefnet gebracht worden. Veelal wordt de vorm van het net in stand gehouden door hoepels, net als bij fuiken.

Moderne leefnetten voor de wedstrijdvisserij zijn een meter of drie lang en hebben een diameter van 80 cm of meer. Ze zijn niet voorzien van een vernauwing, maar wel van een behoorlijk aantal hoepels.Ze worden min of meer horizontaal in het water langs de oever gelegd, zodat de gevangen vis nog een redelijke zwemruimte heeft. Ze worden ook van een knooploos netmateriaal gemaakt, wat ertoe bijdraagt dat de vissen zo min mogelijk schade van hun verblijf ondervinden.

#### Landingsnet
Een landingsnet, ook wel schepnet genoemd, is een net met een diameter tot 1 meter en dient ervoor een zware vis op de kant te krijgen. Voor het opscheppen van zware vis zijn ze over het algemeen niet stevig genoeg. Het is de bedoeling dat de vis in het net op de kant getrokken wordt.